# Pseudomegamerus
Pseudomegamerus là một chi bọ cánh cứng trong họ Chrysomelidae.
Chi này được miêu tả khoa học năm 1968 bởi Medvedev.

## Các loài
Chi này gồm các loài:
- Pseudomegamerus grandis Medvedev, 1968